# Lofi Girl
Lofi Girl，前身為ChilledCow，是設立於法國的YouTube音樂頻道，成立於2017年。該頻道全年無休地播放lofi hip hop音乐，而畫面上是一個在唸書的日式動畫少女。

## 歷程
2015年3月18日，Dimitri在YouTube上開設了頻道「ChilledCow」，2017年2月25日起該頻道開始直播低保真嘻哈音乐，並將其標為適合一邊工作或讀書時一邊聆聽的放鬆音樂。由於直播時的畫面會搭配上吉卜力動畫電影《心之谷》裡的畫面，YouTube在2017年7月、8月左右，以侵權為由將該直播下架，之後頻道改用了原創角色的動畫，直播得以恢復。
在ChilledCow直播中使用的音樂，是以ChilledCow為名的標籤發布的，或是在另一位藝術家的允許下使用的。YouTube曾在沒有解釋的情況下將頻道刪除，但在受到大眾的強烈批評後，又將頻道恢復。因撤下而遭停止的原始直播的時數長達13000小時，這是YouTube上最長的影片之一。
2021年3月18日，該頻道宣布將頻道名稱改為「Lofi Girl」，並在YouTube社群貼文中解釋修改原因。
2023年在4月10日，頻道主要直播影片的 Jade 與她的貓貓不但消失無蹤，鏡頭還會逐漸切入遠方的藍色窗戶房間。

## 角色
Lofi Girl的直播會搭配一個在唸書或休息的日式動畫少女，該角色被稱為「低傳真女孩」（Lofi Girl）、「低傳真讀書女孩」（the Lofi Study Girl）、或「全年無休低傳真嘻哈女孩」（「24/7 lofi hip hop beats」girl）。該頻道自從2018年3月的直播起使用這個角色。
Dimitri最初使用吉卜力在1995年推出的動畫電影《心之谷》裡的角色月島雯作為該頻道的形象角色，並在直播中使用了她的畫面，隨著頻道變得知名，這導致該頻道因為侵犯版權而被下架，Dimitri便決定向大眾募集一個帶有吉卜力風格的原創角色。
Juan Pablo Machado是其中一位應募的藝術家，他來自哥倫比亞。依據條件創作出「具有宮崎駿風格的學生讀書圖像」，並交出多份草稿。在Lofi Girl測試過多種姿勢後，決定使用最原先的版本。
2023年4月12日凌晨1:00频道添加了Lofi Boy的角色，主题藍色房間的主人，是一位有養小狗的男孩，是Lofi Girl的同學，直播的音樂類型為電子音樂「Synthwave」。

## 評價
自從開播以來，Lofi Girl的直播觀看人數一直都在增長。華盛頓廣場新聞的Farield El Gafy稱讚了這檔直播，他表示「多虧了這個直播的陪伴，我寫了大量的文章、課程和腳本，還粗剪了許多樂曲」。Mashable的Xavier Piedra讚許直播中使用的歌曲風格輕鬆，能讓聽眾保持專注，而且播放列表經常更新，新舊音樂交互使用。

## 大眾文化
該角色迅速走紅並成為公認的網路迷因，她在流行文化中被提及，在《神臍小捲毛未來》裡，主要角色之一康妮在讀書時的姿勢和環境，與Lofi Girl的構圖相同。在2020年9月，Reddit出現了一項趨勢，是將Lofi Girl重新繪製成符合某個國家或地區背景的形象。
在嚴重特殊傳染性肺炎疫情期間，Sophia Atkinson在《Dazed》雜誌撰稿，稱Lofi Girl是「社交距離的榜樣」，因為它彷彿「明確地展示出疫情後的現實社會的運作方式」。
MMORPG《魔獸世界》為了推廣的新資料片《暗影之境》，在官方YouTube頻道上發布一則戲仿影片，影片以《魔獸世界》為主題，模仿了Lofi Girl's直播的風格。
在迪士尼頻道動畫系列《奇幻貓頭鷹小屋》的第二季第九集的一段劇情中，以配樂〈lofi beats to study and relax to〉向Lofi Girl致敬。

## 外部連結
- 官方网站